# Maximiliane von Blittersdorf

Maximiliane von Blittersdorf, Fotografie von Friedrich Weisbrod, um 1855, Bonn, Beethoven-Haus

Moritz von Schwind, Eine Symphonie, 1852 (Ausschnitt), München, Bayerische Staatsgemäldesammlungen, Neue Pinakothek

Maximiliane Euphrosine Kunigunde von Blittersdorf, geb. Brentano, genannt „Maxe“ (* 8. November 1802 in Frankfurt am Main; † 1. September 1861 in Brunnen am Vierwaldstättersee) war eine deutsche Pianistin und Freundin von Ludwig van Beethoven, der ihr mehrere Werke widmete.

## Leben
Maximiliane Brentano war eine Tochter von Antonie Brentano geb. Edle von Birkenstock (1780–1869) aus deren Ehe mit dem Frankfurter Bankier und Großkaufmann Franz Brentano (1765–1844). Im Herbst 1809 zog sie mit ihrer Mutter nach Wien und wohnte dort im Haus ihres kurz zuvor verstorbenen Großvaters Johann Melchior Edler von Birkenstock (1738–1809) in der Vorstadt Landstraße, Erdberggasse Nr. 98, in dem Beethoven ab 1810 regelmäßig verkehrte. Ihr Klavierlehrer war in dieser Zeit vermutlich Wilhelm Karl Rust (1787–1855).
Hofrat Joseph Wilhelm Witteczek (1787–1859), der im Nachbarhaus Erdberggasse Nr. 97 wohnte, erzählte später Carl Czerny, dass Beethoven Maximiliane „bisweilen neckte“, wohingegen sie ihm einmal, „als er eben sehr erhitzt war, in kindischem Muthwillen eine Flasche eiskaltes Wasser unversehens über den Kopf schüttete.“
Im Frühjahr 1812 komponierte Beethoven für Maximiliane das einsätzige Klaviertrio B-Dur WoO 39, das er mit der Aufschrift versah: „Vien am 26ten juni. 1812. für meine kleine Freundin Maxe Brentano zu ihrer Aufmunterung im Klawierspielen. – lvBthwn.“ Das Autograph enthält zudem einen eigens für die Neunjährige notierten Fingersatz. Im Herbst 1812 kehrte sie mit ihrer Familie nach Frankfurt zurück.
1821 widmete ihr Beethoven die Erstausgabe seiner Klaviersonate E-Dur op. 109, die bei Adolph Martin Schlesinger in Berlin erschien. Er sandte ihr die Noten am 6. Dezember 1821 zusammen mit einem Brief, in dem er schrieb:

„Eine Dedikation!!! – nun Es ist keine, wie d.g. in Menge gemißbraucht werden – Es ist der Geist, der edle u. bessere Menschen auf diesem Erdenrund zusammenhält, u. keine Zeit den zerstören kann, dieser ist es, der jezt zu ihnen spricht, u. der Sie mir noch in ihren Kinderjahren gegenwärtig zeigt, eben so ihre geliebte Eltern, ihre So vortreffliche geistvolle Mutter, ihren So von wahrhaft guten u. edlen Eigenschaften beseelten vater, stets dem wohl seiner Kinder Eingedenk, u. so bin ich in dem Augenblick auf der Landstraße – u. sehe sie vor mir, u. indem ich an die vortrefflichen Eigenschaften ihrer Eltern denke, läßt es mich gar nicht zweifeln, daß Sie nicht zu Edler Nachahmung sollten begeistert worden seyn, u. täglich werden – nie kann das andenken einer edlen Familie in mir erlöschen, mögen Sie meiner manchmal in güte gedenken“

Maximiliane Brentano hielt sich zu dieser Zeit in Paris auf, wohin sie im Spätsommer 1821 gereist war, zusammen mit ihrer Mutter und dem Bruder Carl (1813–1850). Er litt an einer schweren körperlichen und geistigen Behinderung und wurde dort von dem berühmten Arzt Franz Joseph Gall mit einer Moxa-Therapie behandelt. Sie selbst zog sich in Paris eine gefährliche Handverletzung zu. Bettina von Arnim schrieb am 22. März 1822 besorgt an ihren Mann Achim von Arnim: „Max hat sich in Paris so in den Finger geschnitten daß er steif geworden dieß hat groß Wehklagen verursacht weil sie sehr gut Klavier spielen konnte, was vielleicht ganz dadurch aufhören muß“.
Wahrscheinlich verkehrte Maximiliane in Paris auch bei der geistreichen Dichterin Lulu von Jordis (1787–1854), einer Halbschwester von Franz Brentano, die mit ihrem Ehemann, dem Bankier Carl von Jordis (1781–1839), seit 1812 in Paris lebte und dort einen Salon unterhielt.
Am 30. Dezember 1824 heiratete Maximiliane Brentano in Frankfurt den späteren badischen Geheimrat und Staatsminister Friedrich von Blittersdorf (1792–1861), mit dem sie vier Kinder hatte.
Um 1838 erschien in England eine Ausgabe von Beethovens Klaviersonate B-Dur op. 106, der sogenannten „Hammerklaviersonate“, mit einer Widmung an „Maxemiliana [!] Brentano“, die wohl irrtümlich erfolgte.
1852 porträtierte Moritz von Schwind sie – am Flügel sitzend – auf seinem allegorischen Gemälde Eine Symphonie, auf der im unteren Teil eine Probe zu Beethovens Chorfantasie dargestellt ist.